# Song for a Raggy Boy
Song For a Raggy Boy is een dramafilm uit 2003, geregisseerd door Aisling Walsh. Het verhaal is gebaseerd op het gelijknamige boek van Patrick Galvin en berust op ware gebeurtenissen. De film speelt zich evenals The Magdalene Sisters af in de Ierse rooms-katholieke heropvoedingsinstellingen uit het midden van de 20e eeuw.
Song for a Raggy Boy won veertien filmprijzen, waaronder de publieksprijs op de Irish Film and Television Awards 2004. De film werd in zes weken opgenomen in Ballyvourney.

## Verhaal
De film speelt in 1939, aan het begin van de Tweede Wereldoorlog, in het St. Judes verbeteringsgesticht, een meedogenloze Ierse jongensschool. Grauw, mistroostig en bestuurd door de sadistische broeder John (Iain Glen), verkiest de school bestraffing boven heropvoeding. De nieuwe lekenleraar William Franklin (Aidan Quinn), die juist van het front van de Spaanse Burgeroorlog komt, vecht om de jongens te bevrijden van hun onderdrukkers.
Twee jongens spelen een sleutelrol. Patrick Delaney 743 (Chris Newman) komt op de school wanneer hij dertien en een half is. Zoals alle jongens krijgt hij een nummer, dat door de geestelijken gebruikt wordt. Franklin gebruikt niettemin de namen van de jongens. Delaney wordt lastiggevallen door de broeder Mac (Marc Warren), die hem misbruikt en verkracht in de toiletten van de school. De jongen biecht dit op aan een rondreizend priester, maar er gebeurt niets. De andere jongen is Liam Mercier 636 (John Travers). Mercier is een van de weinige jongens die kan lezen en schrijven, maar is een moeilijk persoon. Franklin raakt bevriend met hem en interesseert hem voor poëzie, deels geschreven door communistische sympathisanten.
Mercier en Franklin dagen het gezag van broeder John uit: Mercier door pogingen de wrede afranseling van twee broers te stoppen en Franklin door tussenbeide te komen en de geseling daadwerkelijk te stoppen.
Broeder John verliest zijn zelfbeheersing, lokt Mercier met een list uit de klas en ranselt hem onophoudelijk af in de eetzaal in aanwezigheid van broeder Mac. Uiteindelijk vertelt broeder Mac aan Franklin dat Mercier in de eetzaal is en Franklin ontdekt daar Merciers dode lichaam. Hij draagt het lichaam uit de zaal.
Over zijn toeren valt Franklin broeder John aan en noemt hem een moordenaar. Op de begrafenis van Mercier zegt Franklin de andere jongens dat dit moord was, voor hij de kist kust.
Nadat broeders John en Mac weggestuurd zijn, verlaat Franklin de school, maar hij wordt op het laatste ogenblik overtuigd te blijven door Delaney, die een gedicht voordraagt op de achtergrond. Franklin werpt zijn koffers neer en in de eindscène loopt Delaney naar Franklin en springt op hem om hem te omhelzen, terwijl de andere jongens zich rondom hem verzamelen uit liefde en genegenheid voor hun redder.

## Rolverdeling
- Aidan Quinn - William Franklin
- Iain Glen - Brother John
- Marc Warren - Brother Mac
- Dudley Sutton - Brother Tom
- Alan Devlin - Father Damian